# ちちのや
ちちのや（ChiChi No Ya）は、アダルトアニメを製作・販売する日本のレーベル。

## 概要
2009年10月に設立。6月20日を「ちちの日」としている。
会社名の由来にもなっている、乳房（巨乳）にまつわるオリジナルのアダルトアニメ作品（OVA）を製作し、牛島勇二、Tony、おりもとみまな、早川ナオミ、きしもとせいじなどのイラストレーター・原画家・キャラクターデザイナーを起用している。

## 作品一覧
- 爆乳BOMB
- 淫欲絵巻
- 一緒にHしよっ♥　- 完全主観セックス、シリーズ作品。シリーズ作品の紹介ページ。
- 真章・幻夢館 Epilogue
- アルバイトしよっ!!
- 叱って淫語
- ネトラレ
- 明菜と温泉でHしよっ♥
- オナ×2
- オトコの娘♥お嬢様っ
- 別にアンタの為に大きくなったんじゃないんだからねっ!!
- アネキの口内解禁日
- おくさまは天使♥
- ナイショの若菜さん
- 鬼畜 ～母姉妹調教日記～

## 原画集
- 『ちちのや画集』 - ちちのやの初のフルカラーイラスト設定集。64ページ以上のオリジナルキャラクター原画と設定に収録。ASIN B004FXB7P0
- 『ちちのやアニメ原画集』 - ちちのやが制作した男性向18禁アニメ作品の中から80ページ以上の原画に収録。2010年6月20日からDLsite.comよりPDFファイルの形式が限定発売されている。

## DVD総集編
- 「ちちのや 詰め合わせ 厳選中出しSEX The Best」（2012年5月18日発売、60分）
- 「ちちのや The Best フェラ&パイずり ザーメン祭」（2012年7月20日発売、60分）
- 「みんなと一緒にHしよっ♥ 明菜と春香とすずらん編」 (2014年3月7日発売、60分)
- 「みんなと一緒にHしよっ♥ 優希とひなと結衣&葵編」 (2014年4月11日発売、60分)